# Bleeding Kansas
Bleeding Kansas, Bloody Kansas of de Border War (respectievelijk vertaald: Bloedend Kansas, Bloederige Kansas en Grensoorlog) was een reeks gewelddadige gebeurtenissen in de Verenigde Staten halverwege de negentiende eeuw. Ze hadden betrekking tot abolitionistische Vrij-Staters en voorstanders van slavernij met de naam "Border Ruffian". Het incident vond plaats in het Kansasterritorium en de dorpen aan de westgrens van de Amerikaanse staat Missouri grofweg tussen 1854 en 1858, en vormde mee de aanleiding tot de Amerikaanse Burgeroorlog. Aan de basis van het conflict lag de kwestie van de toetreding van Kansas als een vrije staat of slavenstaat tot de Amerikaanse unie. In die zin was Bleeding Kansas een oorlog bij volmacht tussen de Noordelijke en de Zuidelijke Verenigde Staten aangaande de slavernij in de Verenigde Staten. De term "Bleeding Kansas" werd bedacht door Horace Greeley van de New York Tribune.
De Verenigde Staten worstelden lange tijd met het zoeken naar een evenwicht tussen de belangen van slavenhouders en abolitionisten. De incidenten die later Bleeding Kansas werden genoemd, werden in gang gezet door het Kansas-Nebraska Act van 1854. Deze verklaarde het Missouri-compromis nietig en voerde in de plaats het concept volkssoevereiniteit in. Deze term stelde als ogenschijnlijk democratische gedachte dat de inwoners van elk territorium of staat moesten beslissen of ze in een vrije dan wel slavenstaat wilden wonen. Hoe dan ook kwam een massale immigratie van activisten van beide partijen tot stand richting Kansas. Op een zeker moment had Kansas twee afzonderlijke overheden met elk een eigen grondwet, hoewel slechts een van beide erkend werd door de federale staat. Op 29 januari 1861 trad Kansas toe tot de unie als een vrije staat. Dit is minder dan drie maanden voor de start van de Amerikaanse Burgeroorlog met de Aanval op Fort Sumter.